# Nevroză
Nevroza, potrivit concepțiilor contemporane, se determină ca o boală, condiționată de situația conflictuală psihogenă acută sau cronică extraordinară în urma tulburării interrelațiilor umane, ce se manifestă cu precădere prin dereglarea funcțiilor sistemelor emotiv, vegetativ și endocrin.
Nevroza se caracterizează prin reversibilitatea dereglărilor patologice, independent de vechimea procesului, prin specificitatea manifestărilor clinice cu dominarea perturbărilor emoțional afective și somatovegetative, prin păstrarea atitudinii critice a pacientului față de boală. Particularitățile tabloului clinic al nevrozei depind nu numai de caracterul situației conflictuale și emotive, dar și de personalitatea individului, specificând  diverse variante clinice.

## Etiologia nevrozelor
În prezent e acceptată concepția unei etiologii multifactoriale a nevrozelor. Diversitatea factorilor etiologici se poate grupa în trei categorii: biologici, sociali, psihogeni. Fiecare din factorii etiologici deține ponderea respectivă în instalarea unui anumit tip de nevroză.
Nevroza se consideră ca reacție la amploarea stresului psihosocial, proporțională cu poziția socială a individului.   Patogenitatea circumstanțelor vitale se manifestă doar în combinare cu atitudinea individului față de ele. Astfel, patogenia nevrozei este o reacție la stres a unui psihic vulnerabil, cu un conflict interior dureros, la persoanele neantrenate sau depășite ca poziție socială și pregătire, de răspunderile sociale mereu în creștere.

## Patogenia  nevrozelor

### Conceptul neurodinamic
Conceptul neurodinamic al nevrozelor prezintă prima încercare de a explica mecanismele de formare a nevrozelor, bazându-se pe conceptul lui I.Pavlov despre tipurile activității nervoase superioare. Astfel, prin nevroză se subînțelege dereglarea de lungă durată a activității nervoase superioare provocată de supraîncordarea proceselor nervoase din scoarța cerebrală sub acțiunea excitanților neadecvați ai mediului ambiant. Tipul activității nervoase superioare  deține rolul de  substrat care fie că predispune, fie că împiedică dezintegrarea proceselor nervoase (neurastenia apare la indivizii cu tipul slab dezechilibrat sau puternic; isteria - la indivizii cu  prevalarea subcortexului etc).   
Conform acestui concept, la baza activității nervoase superioare stă corelarea a trei sisteme: subcortexul (instinctele), sistema de semnalare corticală, care reflectă lumea înconjurătoare și sistema de semnalare, care asigură interacțiunea individului cu sfera socială. Pentru nevroze este caracteristică dezintegrarea activității sistemelor respective și a interrelațiilor dintre ele, ce își găsește exprimare intr-o diversitate de forme clinice.
Studiile neurofiziologice contemporane au permis aprofundarea concepțiilor lui I. Pavlov despre mecanismele patogenetice ale nevrozelor. Datorită lor a fost elucidat rolul formației reticulare în determinarea substratului morfologic al acțiunilor  asupra scoarței cerebrale din partea regiunilor subcorticale, au fost explicate mecanismele corelației dintre dereglările activității nervoase superioare și tulburările vegetativ-endocrine.
În patogenia nevrozelor un rol important îl dețin două mecanisme fiziopatologice: activarea sistemelor aferente și eferente ale creierului și dezechilibrul activității integrative ale creierului, îndeosebi al complexului limbico-reticular, ce posibil determină tipul nevrozei. Astfel, patologia complexului hipotalamus – regiunea frontală a scoarței cerebrale induce nevroza isterică sau cea obsesivă, pe când disfuncția complexului hipocamp - amigdalar  provoacă  neurastenia.
La baza formării nevrozelor experimentale drept factor patogenetic servește următoarea triadă „informațională”: 
- necesitatea prelucrării unui volum mare de informație;
- deficitul de timp predispus creierului pentru prelucrarea informației respective;
- nivelul înalt al motivației.

E necesar de menționat, că nevrozele experimentale și cele clinice nu sunt identice - nevrozele experimentale servesc doar drept model al celor clinice și sunt predestinate pentru determinarea legităților biologice ale dereglărilor nevrotice.

### Conceptul neurochimic
Conceptul neurochimic al nevrozelor se bazează pe  teoria lui H. Selye despre stres, îndeosebi cel emotiv, determinând nevroza drept model de stres emoțional cronic. Examenul biochimic relevă perturbări cantitative esențiale ale catecolaminelor, în special al adrenalinei și noradrenalinei, la indivizii cu nevroze. Caracterul schimbărilor metaboliților și predecesorilor acestora  depinde de tipul nevrozei. Astfel, cel mai jos nivel al dopaminei a fost stabilit în neurastenie, pe când la bolnavii cu obsesii nivelul catecolaminelor depășește cel normal.
Un mare rol în patogenia nevrozei i se atribuie complexului hipotalamus-hipofiză-suprarenale, care participă în menținerea homeostazei fiziologice și emoționale. La indivizii cu nevroze se apreciază o diminuare cantitativă a glucocorticoizilor și creșterea nivelului mineralocorticoizilor. Se presupune, că hipersecreția îndelungată a catecolaminelor sub acțiunea factorilor stresanți în cadrul nevrozelor induce micșorarea funcției sistemului hipofizar suprarenal, datorită secreției excesive a hormonului adrenocorticotrop.
În patogenia nevrozelor se implică și structurile serotoninergice ale hipotalamusului și a mezencefalului (nivelul serotoninei crește doar în  stresul de scurtă durată, pe când în cel îndelungat activitatea sistemei enterohromafine rămâne  pe parcurs stabilă).
În procesele de activare aferentă a scoarței paralel cu mecanismele adrenergice se implică și cele colinergice. Experimental  s-a determinat o disociere a mediatorilor  in  neurastenie: nivelul ecscreției catecolaminelor crește, pe când cel al acetilcolinei se micșorează. Nevrozele obsesive se caracterizează printr-un paralelism al activității cuplului acetilcolină-adrenalină.
Un rol determinant în patogenia reacțiilor vegetative în cadrul nevrozelor i se atribuie histaminei - substanță cu acțiune preponderent parasimpatică, care se include în mecanismele nervoase centrale și periferice. Histamina crește sinteza acetilcolinei, concomitent inhibă activitatea colinesterazei.
Învestigările biochimice relevă unele dereglări ale proceselor metabolice la bolnavii cu nevroze, în particular al metabolismului glucidic, lipidic, al sărurilor minerale și al celui energetic. Astfel, s-a stabilit o reactivitate  mărită a sistemelor ce reglează nivelul glucozei în sânge, o tendință spre hipocaliemie, hipofosfatemie, hipernatriemie însoțită de eozinofilie, hipoholesterinemie, activarea peroxidării lipidelor, diminuarea proceselor anaerobe, însoțită  de creșterea celor aerobe ale metabolismului energetic, ultima fiind considerată drept reacție de adaptare survenită în  urma deminuării proceselor metabolice din scoarța cerebrală la indivizii cu nevroze.
În nevroze se relevă tendința de creștere a concentrației bazale în plasmă a alfa- și gama–endorfinei, îndeosebi în neurastenie și nevroza obsesivă.
În patogenia nevrozelor se proeminează o corelare bine determinată între starea funcțională a SNC și nivelul activității sistemelor hipofizar-adrenalice, simpato-adrenalice, enterocromafine, al glandei tiroide, etc., care în mare măsură determină complexitatea reacțiilor biologice în această patologie. Astfel, stresul psihoemoțional, care servește drept cauză patogenetică a nevrozei, inițiază atăt dereglări funcționale ale sistemului nervos central, căt și morfologice: destrucție membranală, degenerarea neuronală, dereglări microcirculatorii locale etc.
Dependența stării emotive, funcțiilor vegetative și endocrine de starea funcțională a complexului limbico-reticular, a hipotalamusului și a altor stucturi ale creierului  este indiscutabilă.
Dereglările funcțiilor hipotalamusului și ale regiunilor din vecinătatea lui provocate de anumite cauze, provoacă o dezintegrare monotipică a activității sistemelor emotive, vegetative și endocrine. În cazul, în care aceste dereglări survin consecutiv unei situații conflictuale, acestea sunt considerate de natură nevrotică, iar dacă  sunt postinfecțioase sau posttraumatice se consideră de tip nevrotic. În ambele cazuri tabloul clinic constă din îmbinarea simptomelor de labilitate emotivă și vegetativă cu dezechilibrul endocrin.
Atât stările dr natură nevrotică, cât și cele de tip nevrotic sunt însoțite, de regulă, de manifestări secundare de insuficiență de atenție, memorie, de epuizarea psihică, toate fiind incitate de reducerea funcțiilor complexului limbico-reticular, ce activează scoarța cerebrală.
Nevroza reprezintă o dereglare psihogenă a activității  complexului limbico-reticular, care apare la dezintegrarea funcțiilor sferelor emotive, vegetative și endocrine. Această dereglare  este mai accentuată în cazul, în care trauma psihică a fost precedată de boli, intoxicații sau pe teren genetic nefavorabil.
Conținutul sindroamelor neuropatologice în caz de nevroze este determinat  de nivelul formațiunilor SNC ce intră în componența sistemelor  patologice.
Pentru majoritatea nevrozelor e caracteristică și dereglarea funcțiilor viscerelor. Anume acest proces de „dizreglare” e considerat ca fiind primordial în patogenia tuturor dereglărilor SNC, și în particular a nevrozelor. Chiar și în cazul în care dereglările nevrotice apar în urma afectării nemijlocite a structurilor nervoase, în mecanismele lor patogenetice se includ perturbări ale proceselor neurochimice și biofizice.
Astfel, dereglările nevrotice prezintă o patologie dizreglatorie a sistemului nervos, care se manifestă la diferite niveluri de organizare morfo-funcțională  prin mecanisme patogenetice proprii nivelului respectiv. Aici pot fi menționate următoarele: dereglarea proceselor membranare și funcției canalelor ionice, interacțiunea mesagerilor secundari în sistemul semnalizării intracelulare, perturbarea transmiterii informației, dereglarea sintezei, stocării și recepționării substanțelor, care realizează interacțiunea intercelulară.
Un rol important în patogenia nevrozelor revine particularităților genotipului și dereglărilor proceselor genomice ale neuronului (supresia și expresivitatea genelor, apariția genelor recombinate etc.).
Factorii genetici dețin un rol important în producerea nevrozei anxioase și a celei obsesionale; ei sunt insignifianți în depresiunile nevrotice, isteria de conversiune și tulburările de tip fobie simplă. Conform ultimelor date, din tulburările anxioase numai anxietatea generalizată ar avea un substrat genetic neimportant, pe când forma panică și agrofobia conțin în patogenia sa un factor ereditar important.
Ca consecință sau expresie a patologiei dizreglatorii a SNC, inclusiv a nevrozelor, poate  fi menționată ieșirea de sub control a structurilor nervoase, hiperactivarea neuronilor, formarea “generatorilor excitației patologice mărite” și a sistemelor patologice. Astfel, în cadrul nevrozelor se formează sisteme patologice, în care în calitate de  verigă definitivă evoluează un organ visceral concret, dereglarea funcției căruia determină tabloul clinic al sindromului neurovisceral.
Simptoamele neurosomatice ale nevrozei pot anticipa cele psihonevrotice și persista după dispariția clinică a acestora.
În patogenia nevrozei se evidențiază două forme de dereglare a activității creierului: tulburări cauzate de astenizarea sistemului nervos și tulburări cauzate de funcționarea sistemei patologice. Un rol important se atribuie insuficienței funcționale a proceselor nervoase, perturbării metabolismului, influențelor patogene exo- și endogene. Nevroza poate fi expresia diminuării funcționale a sistemelor fiziologice, sub acțiunea sistemelor patologice, care pot provoca fie o inhibiție radicală a structurilor nervoase, fie abolirea funcțiilor acestora.
Orice sindrom nevrotic reprezintă o exprimare concretă a dereglărilor activității nervoase superioare și a comportamentului. La indivizii cu tipul inert al activității nervoase superioare un excitant emoțional sau  biologic poate provoca dereglări profunde și persistente în sfera psiho-emoțională. Aceleași dereglări survin și la indivizii cu tipul labil al activității nervoase superioare, doar  în cazurile influențelor psihotraumatizante cronice.
Se presupune formarea unor determinante patologice atât în sfera sistemului nervos central, cât și în comportamentul psihic, activate de stimuli specifici, ce au provocat formarea acestora.
S-a elaborat și ipoteza existenței în creier a „punctului de veghe”, care reprezintă o formațiune a creierului de o excitabilitate selectivă avansată și care apare sub acțiunea unor excitanți de situație, având rol de mecanism declanșator al procesului patologic în SNC. Aceste „puncte de veghe” se pot forma în creier în diverse situații, dar dispar odată cu lichidarea acțiunii stimulilor ce le-au generat. În cazul când “punctele” persistă timp îndelungat și provoacă reacții, ce nu mai corespund necesităților organismului și situației respective, ele î-și asumă rolul determinantelor sistemelor patologice a comportamentului neadecvat sau patologic.

## Clasificare nevrozelor
Se disting următoarele forme principale de nevroze: forma astenică (neurastenia,  psihastenia), isterică (isterio-neurastenia) și obsesivă. Această clasificare a nevrozelor este în conformitate cu conceptul lui I.P.Pavlov  despre tipurile activității nervoase superioare la om:
- puternic, neechilibrat, mobil; corespunde temperamentului coleric;
- puternic, echilibrat, mobil; corespunde temperamentului sanguinic;
- slab, echilibrat, inert; corespunde temperamentului flegmatic;
- slab, neechilibrat; corespunde temperamentului melancolic.

Ca parametri ai activității nervoase superioare servesc capacitatea consolidării reflexului condiționat, expresivitatea și trăinicia lui, forța inhibiției interne și externe, viteza iradierii și concentrației proceselor de excitație, gradul flexibilitatății la influențe psihice patogene.
În compartimentul nevroze sunt incluse și astfel de forme nozologice cum ar fi enurezisul, crampele profesionale, ticul nervos, situații nevrotice particulare.

### Nevroza  astenică
Nevroza astenică (neurastenia) a fost  descrisă  de  medicul  american Gh. Bard ca o boală, ce apare în urma unei lupte supraîncordate pentru existență. Actualmente neurastenia se consideră una din formele fundamentale de nevroză. Ea apare mai frecvent la persoanele cu tip nervos echilibrat în urma supraîncordării proceselor nervoase fundamentale (excitației sau inhibiției), provocate de excitanți cu forță exagerată sau la acțiune îndelungată sau din cauza alternării rapide a acțiunii factorilor excitativi și celor inhibitori (“ciocnirea” proceselor de excitație și inhibiție).
Deoarece inhibiția activă internă este un proces mai fragil și mai vulnerabil, ea se afectează în primul rând. În acest mod, esența patofiziologică a nevrozei astenice constă în predominarea proceselor de exitație asupra inhibiției atenuate. Din această cauză tabloul clinic al maladiei se manifestă prin excitabilitate exagerată, iritabilitate, irascibilitate, precum și contextul etnic (de exemplu: victimele discriminării).
Neurastenia este provocată mai frecvent de situații conflictuale persistente, ce duc la o suprasolicitare emotivă îndelungată, deși poate fi și consecința unui stres emotiv acut.  Factorii, ce provoacă boala sunt foarte diferiți: situații nefavorabile familiare sau profesionale, sărăcia materială, ruinarea stereotipului vital, neîncrederea în ziua de mâine, emoțiile negative etc.
Baza clinică a sindromului neurastenic o costituie excitabilitatea exagerată și epuizare ușoară, ce se manifestă prin impulsivitate, hipersenzitivitate la durere, lumină, excitanți tactili și auditivi, percepere acutizată a impulsației din țesuturi și organe, care provoacă parestezii sau sinestezii în cutia toracică, în abdomen sau în alte organe viscerale, fiind diagnosticate ca nevroze cardiace cardiovasculare,  intestinale etc. Este  caracteristică și cefaleea cu caracter constrictiv (“simptomul de cască” descris de Hipocrate), labilitatea emotivă și vegetativă, hiperreflexia, dermografism modificat, hiperestezie totală, distragere, epuizare exagaretă, scăderea potenței sexuale, frigiditate și dismenoree.

### Nevroza isterică
Nevroza isterică (isterio-neurastenia) este cunoscută din antichitate, termenul „isterie” aparținând filozofului antic grec Platon.
I.Pavlov considera, că această formă de nevroză apare la indivizii cu tip „artistic” și activitate corticală slabă. 
Manifestările isteriei pot fi apreciate ca o particularitate de „refugiu” în boală sau a un „deșeu” involuntar apărut în starea agravată a bolnavului, stimulat de cei din jur prin compătimire și atenție exagerată. Persoanele cu isterie percep boala cu o „plăcere condiționată”, și nu doresc să se trateze.  Pe  fundalul creșterii labilității emotive și vegetative sunt posibile diverse tulburări funcționale, ce pot imita  forme de patologie organică. Bazându-se pe cunoștințele dobândite și pe comportările altor bolnavi, istericii reproduc cu succes tabloul clinic al diverselor boli cu procese distructive în sistemul nervos și în alte organe și țesuturi („marea simulantă”).
Manifestările isteriei survin atât în urma consolidării și amplificării diverselor tulburări funcționale primare neisterice, cât și sub influența mecanismului de sugestie și autosugestie conform închipuirilor bolnavului despre simptomele unei sau altei boli imitate de el. Bolnavii au o „plăcere și dorință condiționată”. Caracterul acestor închipuiri în limite mari poate condiționa o variabilitate neobișnuită a tabloului clinic al nevrozei. Cu toate acestea, isteria ce caracterizează și prin particularități specifice: bolnavii se poartă demonstrativ și, în același timp, se creează impresia că pentru ei manifestările bolii sunt neînsemnate. Ei se supun foarte ușor autosugestiei, ce condiționează diversitatea tabloului clinic. Deseori, e posibilă și sugestia conștientă sau inconștientă,  ce vine de la medic sau de la cei ce-l înconjoară.
Multitudinea manifestărilor clinice include dereglări vegetative, de motilitate, sensibilitate și ale activității nervoase superioare. Accesele isterice se caracterizează printr-un polimorfism deosebit și apar, de regulă, în prezența apropriaților, medicilor și niciodată nu sunt precedate sau însoțite de traume esențiale, durata lor depinzând de comportamentul celor din jur. Caracterul acceselor este diferit și se asociază frecvent cu reacții emotive fulgerătoare și poze cu manierism.
Tulburările de mobilitate se manifestă prin diferite pareze, paralizii și contracturi isterice, imposibilitatea efectuării mișcărilor complicate, hiperkinezii și crizele isterice, ce apar în situații emotive importante. Spre deosebire de accesul epileptic, în timpul accesului isteric bolnavul nu-și pierde cunoștința și contactul cu mediul înconjurător; nu-și mușcă limba, reacțiile fotopupilare, reflexele conjunctivale și corneene se păstrează, nu se constată reflexele patologice.  
Tulburările de sensibilitate se manifestă prin anestezie locală sau prin  hiperestezie;  sunt multiforme după caracter și localizare (durerea isterică, cefalee de tip „cui bătut”, artralgii isterice, schiatică isterică etc.).
Dereglările isterice ale văzului se manifestă deseori prin îngustarea concentrică a câmpului vizual (scotomi, hemianopsie, amauroză totală), în timp ce reacțiile fotopupilare, acomodația și convergența se păstrează.
O situație analogică se observă și în cazul surdității isterice: bolnavul nu aude ceea ce i se vorbește, în schimb reacționează la un zgomot surprinzător. Deseori apare mutism isteric, bâlbâială și afonie isterică, stare hipnogogică a conștiinței, stupoare  pseudocatatonică icterică. 
Tulburările vegetative isterice se manifestă prin senzații de nod în gât, disfagie, vomă, meteorism etc.
Spre deosebire de alte forme de nevroze, isteria se caracterizează prin amprenta majoră a particularităților individuale ale bolnavului, care, în mare măsură, determină specificul psihopatologic. 
Manifestările isteriei îndelungate prevăd o corelare deosebită a dereglărilor emoțional-afective, fobiilor, asteniei și a stărilor ipohondrice, ce determină, la rândul său, existența a trei variante ale isteriei: ipocondrică, fobică și depresivă.

### Nevroza obsesivă
Nevroza obsesivă (obsesivo-fobică) apare în situații conflictuale la persoanele cu trăsături de caracter alarmant ipohondrice, la care gândirea logică predomină asupra sentimentelor. Bolnavii cu nevroză obsesivă nu sunt siguri de acțiunile lor, fixează legăturile dintre unele împrejurări inofensive pentru ei cu succesul sau insuccesul personal. Teama insuccesului și îndoielile servesc drept cauză a nesiguranței sale în deciziile luate, privind acțiunile proprii. La acești bolnavi pot apărea diferite fobii: algofobia (teama de durere), claustrofobia (teama de spații închise), agorafobia (teama de spații deschise), hematofobia (teama de sânge), cardiofobia (teama de patologie cardiacă), cancerofobie (teama de cancer) etc.
Mai rare, dar tipice pentru nevroza obsesivă sunt gândurile, amintirile, mișcările obsesive, care în afară de caracterul lor obsesiv, se mai caracterizează prin conștientizarea efectului patogen și au o atitudine critică față de acestea. 
O manifestare frecventă a obsesiilor sunt ritualurile - mișcări și acțiuni obsesive, însoțite de îndoieli, teamă și spaimă  efectuate în contradicție cu rațiunea, în speranța evitării unor întâmplări nefericite. 